# Vitis bellula
Vitis bellula är en vinväxtart som först beskrevs av Alfred Rehder, och fick sitt nu gällande namn av Wen Tsai Wang. Vitis bellula ingår i släktet vinsläktet, och familjen vinväxter. Utöver nominatformen finns också underarten V. b. pubigera.